# Lista över fornlämningar i Varbergs kommun (Gödestad)
Lista över fornlämningar i Varbergs kommun (Gödestad) är en förteckning av ett urval av de fornlämningar som finns i Gödestad i Varbergs kommun.
| Namn                                      | Lämningstyp      | Tillkomsttid | Historisk indelning | Plats | Läge                 | ID-nr          | Bild                                      |
| ----------------------------------------- | ---------------- | ------------ | ------------------- | ----- | -------------------- | -------------- | ----------------------------------------- |
| Gödestad 1:1                              | Hög              |              | Gödestad, Halland   |       | 57.121842, 12.355307 | 10145500010001 | Ladda upp en bild av detta fornminne      |
| Gödestad 1:2                              | Hög              |              | Gödestad, Halland   |       | 57.121771, 12.355607 | 10145500010002 | Ladda upp en bild av detta fornminne      |
| Gödestad 2:1                              | Stensättning     |              | Gödestad, Halland   |       | 57.128321, 12.373488 | 10145500020001 | Ladda upp en bild av detta fornminne      |
| Galgberget (Gödestad 4:1)                 | Fornborg         |              | Gödestad, Halland   |       | 57.128202, 12.377794 | 10145500040001 | Ladda upp en bild av detta fornminne      |
| Gödestad 5:1                              | Stensättning     |              | Gödestad, Halland   |       | 57.132976, 12.376840 | 10145500050001 | Ladda upp en bild av detta fornminne      |
| Gödestad 6:1                              | Hög              |              | Gödestad, Halland   |       | 57.142630, 12.349055 | 10145500060001 | Ladda upp en bild av detta fornminne      |
| Gödestad 7:1                              | Stensättning     |              | Gödestad, Halland   |       | 57.130151, 12.382550 | 10145500070001 | Ladda upp en bild av detta fornminne      |
| Gödestad 7:2                              | Stensättning     |              | Gödestad, Halland   |       | 57.130223, 12.382868 | 10145500070002 | Ladda upp en bild av detta fornminne      |
| Gödestad 8:1                              | Stensättning     |              | Gödestad, Halland   |       | 57.134128, 12.381495 | 10145500080001 | Ladda upp en bild av detta fornminne      |
| Boarhögen (Gödestad 9:1)                  | Hög              |              | Gödestad, Halland   |       | 57.135446, 12.383924 | 10145500090001 | Ladda upp en bild av detta fornminne      |
| Boarhögen (Gödestad 9:2)                  | Stensättning     |              | Gödestad, Halland   |       | 57.135271, 12.383692 | 10145500090002 | Ladda upp en bild av detta fornminne      |
| Gödestad 10:1                             | Stensättning     |              | Gödestad, Halland   |       | 57.130046, 12.395637 | 10145500100001 | Ladda upp en bild av detta fornminne      |
| Gödestads gamla kyrka (Gödestad 11:1)     | Kyrka/kapell     |              | Gödestad, Halland   |       | 57.127092, 12.394422 | 10145500110001 | Ladda upp en till bild av detta fornminne |
| Gödestads gamla kyrkogård (Gödestad 11:2) | Begravningsplats |              | Gödestad, Halland   |       | 57.127145, 12.394023 | 10145500110002 | Ladda upp en till bild av detta fornminne |
| Gödestad 12:1                             | Hög              |              | Gödestad, Halland   |       | 57.143084, 12.349750 | 10145500120001 | Ladda upp en bild av detta fornminne      |
| Gödestad 12:2                             | Hög              |              | Gödestad, Halland   |       | 57.142932, 12.349621 | 10145500120002 | Ladda upp en bild av detta fornminne      |
| Gödestad 14:1                             | Hög              |              | Gödestad, Halland   |       | 57.145017, 12.391339 | 10145500140001 | Ladda upp en bild av detta fornminne      |
| Gödestad 15:1                             | Stensättning     |              | Gödestad, Halland   |       | 57.139647, 12.379409 | 10145500150001 | Ladda upp en bild av detta fornminne      |
| Gödestad 16:1                             | Hög              |              | Gödestad, Halland   |       | 57.128505, 12.381949 | 10145500160001 | Ladda upp en bild av detta fornminne      |
| Gödestad 16:2                             | Hög              |              | Gödestad, Halland   |       | 57.128468, 12.381536 | 10145500160002 | Ladda upp en bild av detta fornminne      |
| Gödestad 17:1                             | Stensättning     |              | Gödestad, Halland   |       | 57.127972, 12.380961 | 10145500170001 | Ladda upp en bild av detta fornminne      |
| Gödestad 20:1                             | Stensättning     |              | Gödestad, Halland   |       | 57.138214, 12.392557 | 10145500200001 | Ladda upp en bild av detta fornminne      |
| Gödestad 21:1                             | Hög              |              | Gödestad, Halland   |       | 57.137314, 12.359537 | 10145500210001 | Ladda upp en bild av detta fornminne      |
| Bastekullen (Gödestad 22:1)               | Stensättning     |              | Gödestad, Halland   |       | 57.138821, 12.386692 | 10145500220001 | Ladda upp en bild av detta fornminne      |
| Gödestad 23:1                             | Stensättning     |              | Gödestad, Halland   |       | 57.133051, 12.391798 | 10145500230001 | Ladda upp en bild av detta fornminne      |
| Gödestad 24:1                             | Stensättning     |              | Gödestad, Halland   |       | 57.142961, 12.391075 | 10145500240001 | Ladda upp en bild av detta fornminne      |
| Gödestad 24:2                             | Stensättning     |              | Gödestad, Halland   |       | 57.142856, 12.390908 | 10145500240002 | Ladda upp en bild av detta fornminne      |
| Gödestad 25:1                             | Hällristning     |              | Gödestad, Halland   |       | 57.131525, 12.387461 | 10145500250001 | Ladda upp en bild av detta fornminne      |
| Gödestad 44:1                             | Hög              |              | Gödestad, Halland   |       | 57.136867, 12.386893 | 10145500440001 | Ladda upp en bild av detta fornminne      |